# Рібас-да-Фразе

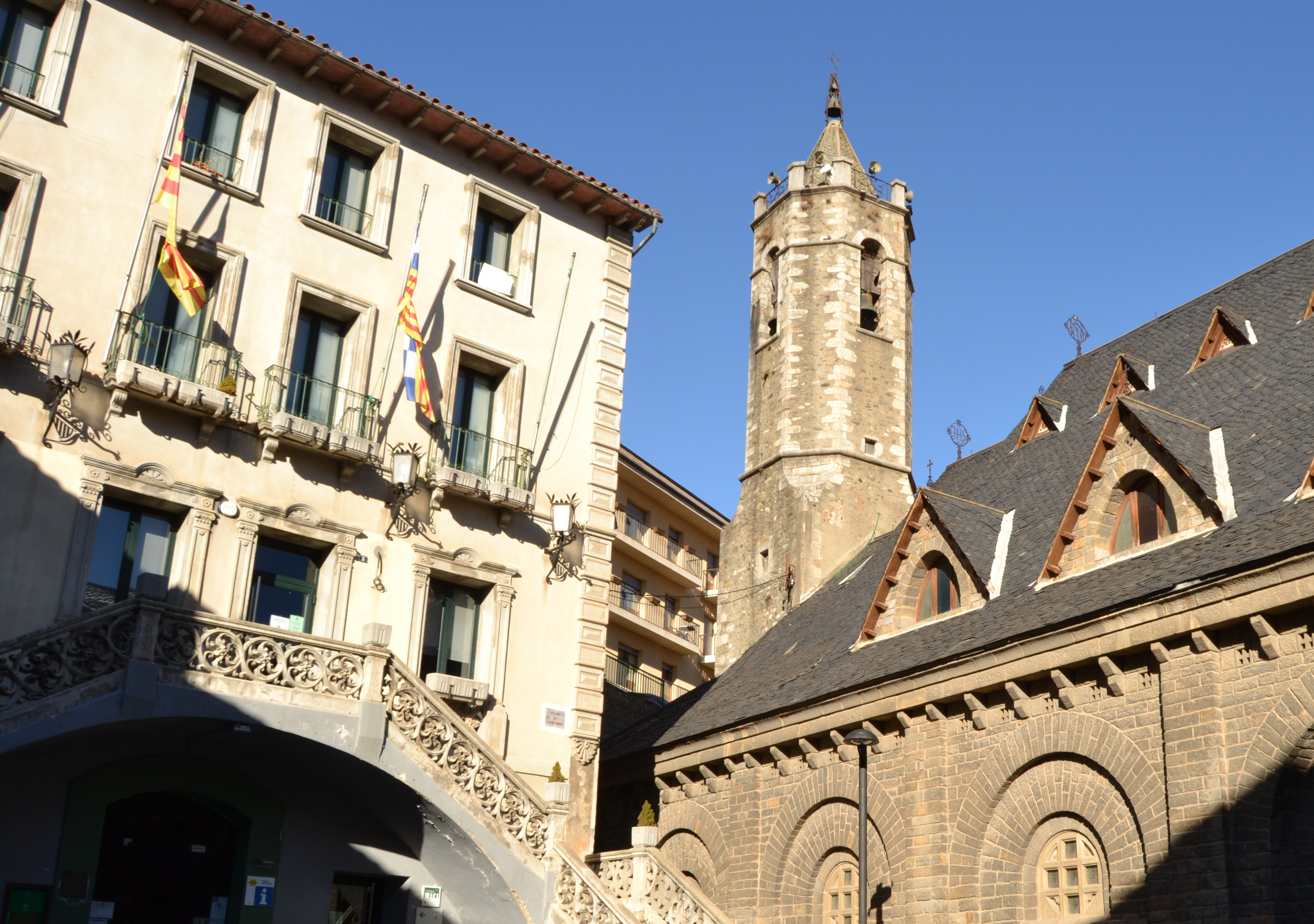
Церква Санта-Марія і Ратуша

Рібас-да-Фразе (Catalan pronunciation: [ˈriβəz ðə fɾəˈze]) — муніципалітет у комарці Рипульєс у Жироні, Каталонія. Він розташований у місці злиття річок Фрезер, Рігард і Сегадель, 14 км., на північ від міста Риполь. Він відомий своєю мінеральною водою, виробництвом паперу та молочних продуктів, а також є важливим туристичним центром. Зубчаста залізниця пролягає від міста до Кверальбс і до храму Нурія через Валль-де-Нурія. Місто знаходиться на шляху сполучення з Барселони до Пучсерда (дорога N-152 і залізнична лінія RENFE).
Природна мінеральна вода Aigua de Ribes походить з джерела, розташованого в Рібас-де-Фресер, Жирона, Іспанія, де її також розливають.